# Big Brother Brasil 16
Big Brother Brasil 16 foi a décima sexta temporada do reality show brasileiro Big Brother Brasil, exibida pela TV Globo entre 19 de janeiro a 5 de abril de 2016, com 78 dias de confinamento. A edição foi a última com a apresentação de Pedro Bial (que em 2017 foi substituído por Tiago Leifert), e teve direção geral de Rodrigo Dourado.
Esta foi a quarta edição a ser exibida em HD. Também a segunda edição em que foi possível acompanhar em múltiplas plataformas através do BBB Play e do Globoplay e a segunda edição a estrear na segunda quinzena de janeiro.
A edição terminou com a vitória da estudante Munik Nunes, que recebeu a unanimidade dos pontos na votação por regiões (média de 61,59% dos votos), e faturou o prêmio máximo de R$ 1,5 milhão sem desconto de impostos, tornando-se a vencedora mais jovem da história do programa, aos 19 anos. Foi a segunda vez que o Big Brother Brasil teve apenas mulheres na final, após o Big Brother Brasil 14.

## Transmissão
O programa foi exibido diariamente pela TV Globo, tendo, todos os dias, flashes de cerca de 30 minutos ao vivo no canal Multishow. A transmissão também foi realizada em Pay-per-view, 24 horas por dia, sem interrupções, em várias operadores de TV por assinatura. Via web, a casa pôde ser assistida a qualquer momento no Globosat Play e na Globo Play.

## O Jogo

### Seleção dos participantes
As inscrições online para as seletivas regionais e nacional puderam ser feitas entre 8 de abril e 8 de novembro de 2015. As seletivas regionais foram realizadas em onze capitais brasileiras. Candidatos inscritos na seletiva nacional além da entrevista presencial, puderam ser entrevistados através da Banca Virtual via Facetime ou Skype.
| Data                        | Cidade         |
| --------------------------- | -------------- |
| 18 e 19 de maio de 2015     | Cuiabá         |
| 15 e 16 de junho de 2015    | Rio de Janeiro |
| 22 e 23 de junho de 2015    | Goiânia        |
| 25 e 26 de junho de 2015    | Brasília       |
| 3 e 4 de agosto de 2015     | Recife         |
| 6 e 7 de agosto de 2015     | Natal          |
| 17 e 18 de agosto de 2015   | Porto Alegre   |
| 20 e 21 de agosto de 2015   | Curitiba       |
| 1 e 2 de setembro de 2015   | Belo Horizonte |
| 6 e 7 de outubro de 2015    | Belém          |
| 26 a 29 de outubro de 2015  | São Paulo      |
| 17 e 18 de novembro de 2015 | Rio de Janeiro |

### A Casa
A casa foi repaginada e a decoração deu ares de fábrica à mansão. Paredes de concreto, tubulação à mostra, contêineres, aço inox e caixotes espalhados pelos cômodos. Os brothers dispunha de dois quartos, sala, cozinha, confessionário, despensa e varanda. Na sala, os sofás eram em couro, as paredes ganharam um tom de azul escuro e a porta de metal do confessionário parecia antiga. A cozinha tinha armários e utensílios de aço inox, com geladeira industrial e cooktop na bancada. O quarto amarelo, como ficou conhecido entre os participantes, tinha paredes com tijolos, canos e detalhes da decoração na mesma cor. As paredes do quarto roxo eram onduladas como as de um container. O banheiro foi feito em branco e ganhou grafite colorido. O confessionário era a sala de máquinas, com caixas de energia e um painel com botões e alavancas.
O segundo andar não era aberto aos concorrentes e foi usado como um espaço multiuso para atividades dos grupos. Além do mercado da Prova da Comida, também foram montadas ali as festas de quarta-feira, o aposento em que Matheus, Geralda, William e Fernanda ficaram antes de entrar na casa e o quarto que abrigou Ana Paula, no Paredão do Bem, e Renan, durante seu “sumiço” após o Raio-X.
A academia voltou à área externa e ganhou patrocínio de uma franquia de academias de ginástica. O quarto do Líder, que fica fora da casa, como nas últimas edições, teve seu layout atualizado e ganhou uma hidromassagem maior. Da sauna de vidro, era possível ver a piscina. A área externa simulava um galpão antigo.

### Apartamento Surpresa
Inicialmente o programa contou com 12 participantes. No segundo dia de confinamento, Pedro Bial revelou a existência de um apartamento surpresa no andar de cima da casa e no dia seguinte, quatro novos candidatos entraram na disputa pelas duas últimas vagas (um homem e uma mulher) na casa pelo voto do público, sem contato com os participantes do andar de baixo. Porém, no quinto dia, os quatro candidatos foram liberados a ir à parte inferior da casa. Os mais votados pelo público para ganharem as duas vagas finais no jogo foram Matheus Lisboa, dos homens; e Geralda Diniz, das mulheres.
| Matheus Carneiro Lisboa     | 25 | Engenheiro eletricista | Barra Longa, Minas Gerais    | Escolhido     |  |  |  |  |  |  |  |  |  |  |  |  |  |  |  |
| William Ricardo de Oliveira | 35 | Segurança              | São Paulo, São Paulo         | Não escolhido |  |  |  |  |  |  |  |  |  |  |  |  |  |  |  |
|                             |    |                        |                              |               |  |  |  |  |  |  |  |  |  |  |  |  |  |  |  |
| Fernanda Liberato Borges    | 28 | Escritora              | Belo Horizonte, Minas Gerais | Não escolhida |  |  |  |  |  |  |  |  |  |  |  |  |  |  |  |
| Geralda Nascimento Diniz    | 63 | Professora aposentada  | Curvelo, Minas Gerais        | Escolhida     |  |  |  |  |  |  |  |  |  |  |  |  |  |  |  |

### Falso Paredão
Devido à desistência de Alan, para manter o cronograma de datas previsto pelo programa, não houve eliminação na terceira semana de confinamento. Como ocorreu na terceira semana do Big Brother Brasil 13, os participantes formaram um Paredão falso ao vivo, no domingo, com indicação do Líder e votação da casa e na terça-feira o mais votado pelo público e falso eliminado (Ana Paula) ficou 48 horas isolado no segundo andar da casa, sem que os outros participantes soubessem, acompanhando tudo o que acontecia dentro do reality. Na quinta-feira, Ana Paula retornou com imunidade na votação seguinte e com o direito de participar da nova prova do Líder.

### Mudança no sistema de votação
Pela primeira vez no programa desde a sua estreia, houve uma alteração no sistema de votação do programa. A partir da quinta semana de confinamento, a votação passou a ser regional. Os votos dados através da votação na internet (pelo site oficial e pelo aplicativo do programa) foram agrupados e apurados individualmente por região (Centro-Oeste, Nordeste, Norte, Sudeste e Sul). O candidato que alcançasse a maioria simples de votos em cada região ganhava um ponto. Também ganhava um ponto o candidato que obtivesse a maioria simples de todos os votos por SMS e telefone somados. Dessa forma, seriam seis pontos no total: cinco por região geográfica mais um por SMS e telefone, sendo eliminado o que obtivesse mais pontos no total. Em caso de empate na pontuação, o concorrente com mais votos absolutos seria o eliminado da semana. Os votos do exterior foram distribuídos igualitariamente entre as cinco regiões do Brasil.
| 5             | Ana Paula | 36%    | 39%    | 36%    | 40%    | 44%    | 41% | 0      | 39,33% | [ 10 ] |
| 5             | Juliana   | 64%    | 61%    | 64%    | 60%    | 56%    | 59% | 6      | 60,67% | [ 10 ] |
| 6             |           |        |        |        |        |        |     |        |        |        |
| Ana Paula     | 35,13%    | 34,53% | 33,59% | 36,51% | 42,66% | 35,21% | 0   | 36,27% | [ 11 ] |        |
| Munik         | 5,36%     | 5,71%  | 5,30%  | 5,69%  | 6,21%  | 6,80%  | 0   | 5,85%  | [ 11 ] |        |
| Tamiel        | 59,51%    | 59,76% | 61,11% | 57,80% | 51,13% | 57,99% | 6   | 57,88% | [ 11 ] |        |
| 7             |           |        |        |        |        |        |     |        |        |        |
| Adélia        | 76,55%    | 73,23% | 75,14% | 70,67% | 67,69% | 63,02% | 6   | 71,05% | [ 12 ] |        |
| Munik         | 3,33%     | 4,13%  | 3,43%  | 3,63%  | 4,48%  | 8,02%  | 0   | 4,50%  | [ 12 ] |        |
| Ronan         | 20,12%    | 22,64% | 21,43% | 25,70% | 27,83% | 28,96% | 0   | 24,45% | [ 12 ] |        |
| 8             |           |        |        |        |        |        |     |        |        |        |
| Geralda       | 37,28%    | 42,57% | 39,42% | 42,38% | 44,16% | 39,86% | 0   | 40,95% | [ 13 ] |        |
| Renan         | 57,07%    | 52,24% | 55,47% | 52,74% | 49,86% | 51,42% | 6   | 53,13% | [ 13 ] |        |
| Ronan         | 5,65%     | 5,19%  | 5,11%  | 4,88%  | 5,98%  | 8,72%  | 0   | 5,92%  | [ 13 ] |        |
| 9             |           |        |        |        |        |        |     |        |        |        |
| Geralda       | 28,34%    | 34,49% | 28,42% | 32,74% | 37,30% | 38,64% | 0   | 33,32% | [ 14 ] |        |
| Matheus       | 71,66%    | 65,51% | 71,58% | 67,26% | 62,70% | 61,36% | 6   | 66,68% | [ 14 ] |        |
| 11 (Dia 74)   |           |        |        |        |        |        |     |        |        |        |
| Geralda       | 48,19%    | 52,46% | 50,48% | 53,06% | 60,66% | 61,86% | 5   | 54,45% | [ 15 ] |        |
| Ronan         | 51,81%    | 47,54% | 49,52% | 46,94% | 39,34% | 38,14% | 1   | 45,55% | [ 15 ] |        |
| 11 (Dia 76)   |           |        |        |        |        |        |     |        |        |        |
| Munik         | 17,31%    | 20,72% | 22,65% | 24,89% | 29,94% | 40,53% | 0   | 26,01% | [ 16 ] |        |
| Ronan         | 82,69%    | 79,28% | 77,35% | 75,11% | 70,06% | 59,47% | 6   | 73,99% | [ 16 ] |        |
| 11 (Final)    |           |        |        |        |        |        |     |        |        |        |
| Maria Claudia | 25,97%    | 48,42% | 34,91% | 35,41% | 39,59% | 46,17% | 0   | 38,41% | [ 17 ] |        |
| Munik         | 74,03%    | 51,58% | 65,09% | 64,59% | 60,41% | 53,83% | 6   | 61,59% | [ 17 ] |        |

### Poder do Não
| Semana | Poder do Não   | Total de vetos | Participantes vetados                                           | Ref.   |
| ------ | -------------- | -------------- | --------------------------------------------------------------- | ------ |
| 2      | Ronan          | 7              | Geralda, Juliana, Maria Claudia, Matheus, Renan, Ronan e Tamiel | [ 18 ] |
| 3      | Daniel         | 4              | Ana Paula, Geralda, Munik e Ronan                               | [ 19 ] |
| 6      | Renan e Tamiel | 1              | Ana Paula                                                       | [ 20 ] |
| 7      | Renan          | 3              | Ana Paula, Munik e Ronan                                        | [ 21 ] |

## Controvérsias

### Expulsão de Ana Paula

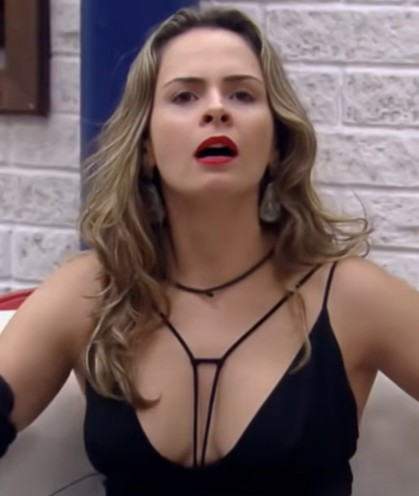
Ana Paula Renault durante o paredão falso desta edição. A jornalista viria a ser a primeira participante expulsa de uma edição do programa devido a um ato de agressão.

Durante a festa Trem Expresso, ocorrida na madrugada de 5 de março, a participante Ana Paula desferiu dois tapas no participante Renan, após uma troca de provocações entre Ana e outros dois participantes, Adélia e o próprio Renan. Por causa dessa atitude, a participante foi desclassificada segundo as regras do programa na manhã, mas as redes sociais fizeram protestos, cancelaram assinaturas de pay-per-view e deixaram de seguir as redes sociais do programa, além de exigir a expulsão de Adélia e Renan por julgarem que estes teriam agido erroneamente ao admitirem que tinham a intenção de provocar a participante afim de motivar uma agressão, e por consequência, sua expulsão. É a primeira vez que um participante do programa é expulso por ato de agressão, e a terceira expulsão ao todo do programa, após Fernando Orozco no Big Brother Brasil 7 e Daniel Echaniz no Big Brother Brasil 12.

### Prisão de Laércio
Um mês após o fim dessa edição do Big Brother Brasil o ex-BBB Laércio de Moura foi preso na manhã de segunda-feira dia 16 de maio por estupro de vulnerável e por fornecer bebidas alcoólicas a adolescentes. No reality show, Laércio protagonizou um conflito com a também ex-BBB Ana Paula. Ele foi eliminado em fevereiro após enfrentá-la no paredão. Os dois brigaram por discordarem quanto as regras de convivência na casa e Ana Paula chegou a chamá-lo de pedófilo ao desabafar com outros participantes por ele ter declarado ter duas “namoradas” de 17 e 19 anos. A mineira também se revoltou ao vê-lo dormindo de cueca na frente das mulheres que estavam no programa. A história rendeu ainda mais depois que internautas descobriram que o curitibano, em uma rede social, curtia páginas de supremacia branca, armas e se chamou de efebófilo, isto é, pessoa que tem atração sexual por adolescentes. A polêmica foi tanta que a página dele no Facebook chegou a ser excluída. Quando Ana Paula foi eliminada da atração, Laércio comentou: "Não fiquei feliz com isso, não fico feliz com a desgraça dos outros. Só que a Justiça tarda, mas não falha. Quem a eliminou foi ela mesma". Sobre as acusações de Ana Paula contra ele, o ex-brother evitou falar muito: "Isso está com meus advogados. Ela vai ter que provar na Justiça".

## Shows e participações especiais
| Data                    | Artista/Banda                            | Tema                                          | Ref.   |
| ----------------------- | ---------------------------------------- | --------------------------------------------- | ------ |
| 11 de fevereiro de 2016 | André Marques e Tiago Leifert            | Campanha de combate ao mosquito Aedes aegypti | [ 25 ] |
| 19 de fevereiro de 2016 | Frejat                                   | Festa Céu e Inferno                           | [ 26 ] |
| 19–20 de março de 2016  | Juliano Laham                            | Interpretando o falso participante Laham      | [ 27 ] |
| 5 de abril de 2016      | Ivete Sangalo, Ludmilla e Wesley Safadão | Final                                         | [ 28 ] |

## Participantes

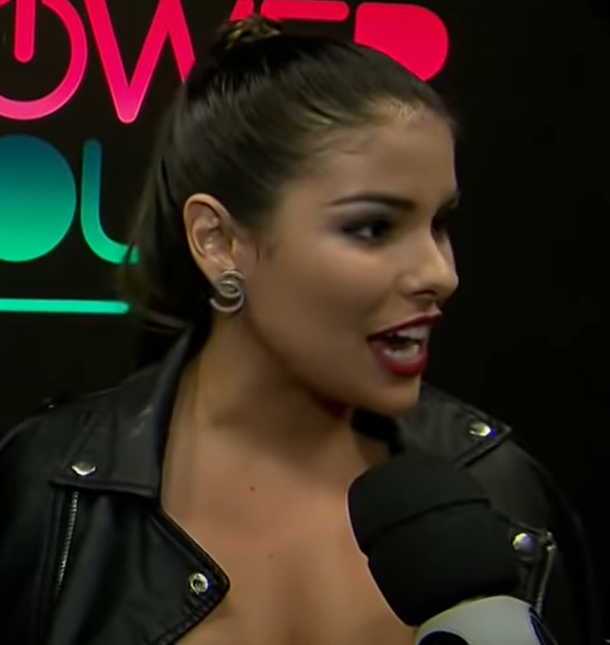
Munik Nunes foi a vencedora da edição

A lista com 12 participantes foi revelada pela emissora em 13 de janeiro de 2016, seis dias antes da estreia. No terceiro dia de confinamento, mais quatro candidatos, dois casais, entraram disputando as duas últimas vagas no jogo. Geralda Diniz e Matheus Lisboa ganharam as duas últimas vagas do programa ao vencerem disputa popular contra Fernanda Liberato e William Oliveira, respectivamente. Em 5 de fevereiro de 2016, o participante Alan Marinho desistiu da atração, após 18 dias de confinamento. Em 5 de março de 2016, Ana Paula Renault foi expulsa após cometer ato de agressão física.
As informações referentes a idade e a profissão dos participantes estão de acordo com o momento em que ingressaram no programa.
| Participante                  | Data de nascimento | Ocupação               | Origem                          | Resultado                               | Ref.   |
| ----------------------------- | ------------------ | ---------------------- | ------------------------------- | --------------------------------------- | ------ |
| Munik Nunes Barbosa           | 05/07/1996         | Estudante              | Goiânia, Goiás                  | Vencedora em 5 de abril de 2016         | [ 35 ] |
| Maria Claudia Macedo Gomes    | 07/08/1996         | Youtuber               | Santa Cruz, Rio Grande do Norte | 2º lugar em 5 de abril de 2016          | [ 36 ] |
| Ronan de Oliveira Veiga       | 18/05/1988         | Estudante de Filosofia | Curitiba, Paraná                | 10º eliminado em 3 de abril de 2016     | [ 37 ] |
| Geralda Nascimento Diniz      | 18/11/1952         | Professora aposentada  | Curvelo, Minas Gerais           | 9ª eliminada em 1 de abril de 2016      | [ 38 ] |
| Matheus Carneiro Lisboa       | 11/08/1990         | Engenheiro eletricista | Barra Longa, Minas Gerais       | 8º eliminado em 22 de março de 2016     | [ 39 ] |
| Renan Oliveira de Almeida     | 22/05/1986         | Modelo                 | Amparo, São Paulo               | 7º eliminado em 15 de março de 2016     | [ 40 ] |
| Adélia de Jesus Soares        | 26/12/1979         | Advogada               | Suzano, São Paulo               | 6ª eliminada em 8 de março de 2016      | [ 41 ] |
| Ana Paula Machado Renault     | 22/11/1981         | Jornalista             | Belo Horizonte, Minas Gerais    | Expulsa em 5 de março de 2016           | [ 42 ] |
| Tamiel Khan Baiocchi Jacobson | 16/01/1975         | Professor de Ecologia  | Goiânia, Goiás                  | 5º eliminado em 1 de março de 2016      | [ 43 ] |
| Juliana Dias                  | 02/01/1985         | Bailarina              | São Paulo, São Paulo            | 4ª eliminada em 23 de fevereiro de 2016 | [ 44 ] |
| Daniel Manzieri Heder         | 13/08/1977         | Empresário             | Rio de Janeiro, Rio de Janeiro  | 3º eliminado em 16 de fevereiro de 2016 | [ 45 ] |
| Alan Marinho Lopes            | 25/09/1981         | Doutor em Filosofia    | Natal, Rio Grande do Norte      | Desistente em 5 de fevereiro de 2016    | [ 46 ] |
| Laércio de Moura              | 01/09/1962         | Designer de tatuagem   | Curitiba, Paraná                | 2º eliminado em 2 de fevereiro de 2016  | [ 47 ] |
| Rosaly Harumi Ishihara        | 02/12/1951         | Jornalista             | São Paulo, São Paulo            | 1ª eliminada em 26 de janeiro de 2016   | [ 48 ] |

## Histórico
| Líder               | Líder               | (nenhum)                    | Alan Daniel Ronan Tamiel | Daniel                      | Juliana                       | Munik                    | Renan Tamiel                          | Renan Tamiel                          | Renan                              | Munik                               | Maria Claudia                       | (nenhum)            | Maria Claudia                       | (nenhum)                          | (nenhum)                                |    |  |  |
| Anjo                | Anjo                | (nenhum)                    | Adélia                   | Tamiel                      | Matheus                       | Juliana                  | Ana Paula                             | Maria Claudia                         | Matheus                            | Matheus                             | Matheus                             | (nenhum)            | (nenhum)                            | (nenhum)                          | (nenhum)                                |    |  |  |
| Imunizado           | Imunizado           | (nenhum)                    | Juliana                  | Adélia                      | Maria Claudia                 | Renan                    | Ronan                                 | Adélia                                | Geralda                            | Maria Claudia                       | Maria Claudia                       | (nenhum)            | (nenhum)                            | (nenhum)                          | (nenhum)                                |    |  |  |
| Big Fone            | Big Fone            | (nenhum)                    | (nenhum)                 | Ronan                       | (nenhum)                      | (nenhum)                 | (nenhum)                              | Tamiel                                | (nenhum)                           | (nenhum)                            | (nenhum)                            | (nenhum)            | (nenhum)                            | (nenhum)                          | (nenhum)                                |    |  |  |
| Indicado (Big Fone) | Indicado (Big Fone) | (nenhum)                    | (nenhum)                 | (nenhum)                    | (nenhum)                      | (nenhum)                 | (nenhum)                              | Ana Paula                             | (nenhum)                           | (nenhum)                            | (nenhum)                            | (nenhum)            | (nenhum)                            | Munik Ronan                       | (nenhum)                                |    |  |  |
| Indicado (Líder)    | Indicado (Líder)    | (nenhum)                    | Harumi                   | Ana Paula                   | Ana Paula                     | Daniel                   | Ana Paula                             | Munik                                 | Ronan                              | Renan                               | Geralda                             | (nenhum)            | Geralda                             | Munik Ronan                       | (nenhum)                                |    |  |  |
| Indicado (Casa)     | Indicado (Casa)     | (nenhum)                    | Daniel                   | Laércio                     | Ronan                         | Ronan                    | Juliana                               | Tamiel                                | Munik                              | Ronan                               | Matheus                             | (nenhum)            | Ronan                               | Munik Ronan                       | (nenhum)                                |    |  |  |
|                     |                     |                             |                          |                             |                               |                          |                                       |                                       |                                    |                                     |                                     |                     |                                     |                                   |                                         |    |  |  |
|                     | Munik               | Não elegível                | Alan                     | Daniel                      | Daniel                        | Líder                    | Juliana                               | Tamiel                                | Renan                              | Líder                               | Matheus                             | Sem Paredão         | Não elegível                        | Paredão                           | Vencedora (Dia 78)                      | 8  |  |  |
|                     | Maria Claudia       | Não elegível                | Daniel                   | Laércio                     | Ronan                         | Ronan                    | Geralda                               | Geralda                               | Munik                              | Ronan                               | Líder                               | Sem Paredão         | Líder                               | Finalista                         | 2º lugar (Dia 78)                       | 1  |  |  |
|                     | Ronan               | Não elegível                | Líder                    | Laércio                     | Juliana                       | Tamiel                   | Juliana                               | Tamiel                                | Renan                              | Matheus                             | Matheus                             | Sem Paredão         | Não elegível                        | Paredão                           | Eliminado (Dia 76)                      | 19 |  |  |
|                     | Geralda             | Indicada                    | Laércio                  | Daniel                      | Daniel                        | Tamiel                   | Juliana                               | Maria Claudia                         | Renan                              | Matheus                             | Matheus                             | Sem Paredão         | Ronan                               | Eliminada (Dia 74)                | Eliminada (Dia 74)                      | 6  |  |  |
|                     | Matheus             | Indicado                    | Daniel                   | Laércio                     | Ronan                         | Tamiel                   | Juliana                               | Ronan                                 | Munik                              | Ronan                               | Ronan                               | Eliminado (Dia 64)  | Eliminado (Dia 64)                  | Eliminado (Dia 64)                | Eliminado (Dia 64)                      | 7  |  |  |
|                     | Renan               | Não elegível                | Ana Paula                | Laércio                     | Ronan                         | Ronan                    | Líder                                 | Líder                                 | Munik                              | Ronan                               | Eliminado (Dia 57)                  | Eliminado (Dia 57)  | Eliminado (Dia 57)                  | Eliminado (Dia 57)                | Eliminado (Dia 57)                      | 4  |  |  |
|                     | Adélia              | Não elegível                | Alan                     | Laércio                     | Ronan                         | Ronan                    | Munik                                 | Ronan                                 | Munik                              | Eliminada (Dia 50)                  | Eliminada (Dia 50)                  | Eliminada (Dia 50)  | Eliminada (Dia 50)                  | Eliminada (Dia 50)                | Eliminada (Dia 50)                      | 2  |  |  |
|                     | Ana Paula           | Não elegível                | Daniel                   | Laércio                     | Juliana                       | Tamiel                   | Juliana                               | Tamiel                                | Expulsa (Dia 47)                   | Expulsa (Dia 47)                    | Expulsa (Dia 47)                    | Expulsa (Dia 47)    | Expulsa (Dia 47)                    | Expulsa (Dia 47)                  | Expulsa (Dia 47)                        | 5  |  |  |
|                     | Tamiel              | Não elegível                | Líder                    | Geralda                     | Matheus                       | Ronan                    | Líder                                 | Líder                                 | Eliminado (Dia 43)                 | Eliminado (Dia 43)                  | Eliminado (Dia 43)                  | Eliminado (Dia 43)  | Eliminado (Dia 43)                  | Eliminado (Dia 43)                | Eliminado (Dia 43)                      | 7  |  |  |
|                     | Juliana             | Não elegível                | Alan                     | Laércio                     | Líder                         | Ronan                    | Munik                                 | Eliminada (Dia 36)                    | Eliminada (Dia 36)                 | Eliminada (Dia 36)                  | Eliminada (Dia 36)                  | Eliminada (Dia 36)  | Eliminada (Dia 36)                  | Eliminada (Dia 36)                | Eliminada (Dia 36)                      | 7  |  |  |
|                     | Daniel              | Não elegível                | Líder                    | Líder                       | Ronan                         | Ronan                    | Eliminado (Dia 29)                    | Eliminado (Dia 29)                    | Eliminado (Dia 29)                 | Eliminado (Dia 29)                  | Eliminado (Dia 29)                  | Eliminado (Dia 29)  | Eliminado (Dia 29)                  | Eliminado (Dia 29)                | Eliminado (Dia 29)                      | 9  |  |  |
|                     | Alan                | Não elegível                | Líder                    | Munik                       | Desistente (Dia 18)           | Desistente (Dia 18)      | Desistente (Dia 18)                   | Desistente (Dia 18)                   | Desistente (Dia 18)                | Desistente (Dia 18)                 | Desistente (Dia 18)                 | Desistente (Dia 18) | Desistente (Dia 18)                 | Desistente (Dia 18)               | Desistente (Dia 18)                     | 3  |  |  |
|                     | Laércio             | Não elegível                | Adélia                   | Matheus                     | Eliminado (Dia 15)            | Eliminado (Dia 15)       | Eliminado (Dia 15)                    | Eliminado (Dia 15)                    | Eliminado (Dia 15)                 | Eliminado (Dia 15)                  | Eliminado (Dia 15)                  | Eliminado (Dia 15)  | Eliminado (Dia 15)                  | Eliminado (Dia 15)                | Eliminado (Dia 15)                      | 8  |  |  |
|                     | Harumi              | Não elegível                | Daniel                   | Eliminada (Dia 8)           | Eliminada (Dia 8)             | Eliminada (Dia 8)        | Eliminada (Dia 8)                     | Eliminada (Dia 8)                     | Eliminada (Dia 8)                  | Eliminada (Dia 8)                   | Eliminada (Dia 8)                   | Eliminada (Dia 8)   | Eliminada (Dia 8)                   | Eliminada (Dia 8)                 | Eliminada (Dia 8)                       | 1  |  |  |
|                     | Fernanda            | Indicada                    | Eliminada (Dia 6)        | Eliminada (Dia 6)           | Eliminada (Dia 6)             | Eliminada (Dia 6)        | Eliminada (Dia 6)                     | Eliminada (Dia 6)                     | Eliminada (Dia 6)                  | Eliminada (Dia 6)                   | Eliminada (Dia 6)                   | Eliminada (Dia 6)   | Eliminada (Dia 6)                   | Eliminada (Dia 6)                 | Eliminada (Dia 6)                       | —  |  |  |
|                     | William             | Indicado                    | Eliminado (Dia 6)        | Eliminado (Dia 6)           | Eliminado (Dia 6)             | Eliminado (Dia 6)        | Eliminado (Dia 6)                     | Eliminado (Dia 6)                     | Eliminado (Dia 6)                  | Eliminado (Dia 6)                   | Eliminado (Dia 6)                   | Eliminado (Dia 6)   | Eliminado (Dia 6)                   | Eliminado (Dia 6)                 | Eliminado (Dia 6)                       | —  |  |  |
|                     |                     |                             |                          |                             |                               |                          |                                       |                                       |                                    |                                     |                                     |                     |                                     |                                   |                                         |    |  |  |
| Notas               | Notas               | 1                           | 2, 3                     | 4                           | 5, 6                          | 7                        | 8, 9                                  | 10, 11                                | 12, 13, 14                         | 15                                  | (nenhuma)                           | 16                  | 17                                  | 18                                | 19                                      |    |  |  |
| Paredão             | Paredão             | Matheus William             | Daniel Harumi            | Ana Paula Laércio           | Ana Paula Ronan               | Daniel Ronan             | Ana Paula Juliana                     | Ana Paula Munik Tamiel                | Adélia Munik Ronan                 | Geralda Renan Ronan                 | Geralda Matheus                     | (nenhum)            | Geralda Ronan                       | Munik Ronan                       | Maria Claudia Munik                     |    |  |  |
| Paredão             | Paredão             | Fernanda Geralda            | Daniel Harumi            | Ana Paula Laércio           | Ana Paula Ronan               | Daniel Ronan             | Ana Paula Juliana                     | Ana Paula Munik Tamiel                | Adélia Munik Ronan                 | Geralda Renan Ronan                 | Geralda Matheus                     | (nenhum)            | Geralda Ronan                       | Munik Ronan                       | Maria Claudia Munik                     |    |  |  |
| Desistente          | Desistente          | (nenhum)                    | (nenhum)                 | (nenhum)                    | Alan                          | (nenhum)                 | (nenhum)                              | (nenhum)                              | (nenhum)                           | (nenhum)                            | (nenhum)                            | (nenhum)            | (nenhum)                            | (nenhum)                          | (nenhum)                                |    |  |  |
| Expulso             | Expulso             | (nenhum)                    | (nenhum)                 | (nenhum)                    | (nenhum)                      | (nenhum)                 | (nenhum)                              | (nenhum)                              | Ana Paula                          | (nenhum)                            | (nenhum)                            | (nenhum)            | (nenhum)                            | (nenhum)                          | (nenhum)                                |    |  |  |
| Eliminado           | Eliminado           | William 39% para continuar  | Harumi 65% para eliminar | Laércio 54% para eliminar   | Ana Paula 74% para beneficiar | Daniel 53% para eliminar | Juliana 6 de 6 pontos para eliminar   | Tamiel 6 de 6 pontos para eliminar    | Adélia 6 de 6 pontos para eliminar | Renan 6 de 6 pontos para eliminar   | Matheus 6 de 6 pontos para eliminar | Sem eliminação      | Geralda 5 de 6 pontos para eliminar | Ronan 6 de 6 pontos para eliminar | Maria Claudia 0 de 6 pontos para vencer |    |  |  |
| Eliminado           | Eliminado           | Fernanda 47% para continuar | Harumi 65% para eliminar | Laércio 54% para eliminar   | Ana Paula 74% para beneficiar | Daniel 53% para eliminar | Juliana 6 de 6 pontos para eliminar   | Tamiel 6 de 6 pontos para eliminar    | Adélia 6 de 6 pontos para eliminar | Renan 6 de 6 pontos para eliminar   | Matheus 6 de 6 pontos para eliminar | Sem eliminação      | Geralda 5 de 6 pontos para eliminar | Ronan 6 de 6 pontos para eliminar | Maria Claudia 0 de 6 pontos para vencer |    |  |  |
| Outras % ou Pontos  | Outras % ou Pontos  | Matheus 61% para continuar  | Daniel 35% para eliminar | Ana Paula 46% para eliminar | Ronan 26% para beneficiar     | Ronan 47% para eliminar  | Ana Paula 0 de 6 pontos para eliminar | Ana Paula 0 de 6 pontos para eliminar | Ronan 0 de 6 pontos para eliminar  | Geralda 0 de 6 pontos para eliminar | Geralda 0 de 6 pontos para eliminar | Sem eliminação      | Ronan 1 de 6 pontos para eliminar   | Munik 0 de 6 pontos para eliminar | Munik 6 de 6 pontos para vencer         |    |  |  |
| Outras % ou Pontos  | Outras % ou Pontos  | Geralda 53% para continuar  | Daniel 35% para eliminar | Ana Paula 46% para eliminar | Ronan 26% para beneficiar     | Ronan 47% para eliminar  | Ana Paula 0 de 6 pontos para eliminar | Munik 0 de 6 pontos para eliminar     | Munik 0 de 6 pontos para eliminar  | Ronan 0 de 6 pontos para eliminar   | Geralda 0 de 6 pontos para eliminar | Sem eliminação      | Ronan 1 de 6 pontos para eliminar   | Munik 0 de 6 pontos para eliminar | Munik 6 de 6 pontos para vencer         |    |  |  |

### Legenda
|  | Geração Se Joga    |  |                | Geração Se Vira |
|  | Geração Se Garante |  | Geração Se Ama |                 |

### Tá com Tudo / Tá com Nada
|               | Sem 1 | Sem 21 | Sem 3 | Sem 4 | Sem 5 | Sem 62 | Sem 73 | Sem 8 | Sem 9 | Sem 104 | Sem 114 |  |
| ------------- | ----- | ------ | ----- | ----- | ----- | ------ | ------ | ----- | ----- | ------- | ------- |  |
| Munik         | TcT   | TcN    | TcT   | TcT   | TcN   | TcT    | TcT    | TcT   | TcT   | TcT     | TcT     |  |
| Maria Claudia | TcN   | TcT    | TcT   | TcN   | TcT   | TcT    | TcT    | TcT   | TcT   | TcT     | TcT     |  |
| Ronan         | TcT   | TcN    | TcT   | TcN   | TcN   | TcT    | TcT    | TcN   | TcN   | TcT     | TcT     |  |
| Geralda       | TcN   | TcN    | TcN   | TcN   | TcN   | TcT    | TcT    | TcN   | TcN   | TcT     | TcT     |  |
| Matheus       | TcN   | TcT    | TcT   | TcN   | TcT   | TcT    | TcT    | TcT   | TcT   |         |         |  |
| Renan         | TcT   | TcN    | TcN   | TcT   | TcT   | TcT    | TcT    | TcT   |       |         |         |  |
| Adélia        | TcN   | TcT    | TcN   | TcT   | TcT   | TcT    | TcT    |       |       |         |         |  |
| Ana Paula     | TcT   | TcT    | TcT   | TcN   | TcN   | TcT    |        |       |       |         |         |  |
| Tamiel        | TcT   | TcN    | TcN   | TcT   | TcT   | TcT    |        |       |       |         |         |  |
| Juliana       | TcN   | TcN    | TcT   | TcT   | TcT   |        |        |       |       |         |         |  |
| Daniel        | TcT   | TcT    | TcN   | TcT   |       |        |        |       |       |         |         |  |
| Alan          | TcT   | TcT    |       |       |       |        |        |       |       |         |         |  |
| Laércio       | TcT   | TcT    |       |       |       |        |        |       |       |         |         |  |
| Harumi        | TcN   |        |       |       |       |        |        |       |       |         |         |  |
| Fernanda      | TcN   |        |       |       |       |        |        |       |       |         |         |  |
| William       | TcN   |        |       |       |       |        |        |       |       |         |         |  |

- Nota 1: Na semana 2, Renan comeu uma maçã, que não faz parte da dieta do "Tá com Nada", e causou punição coletiva, fazendo todos os participantes ficarem no "Tá com Nada" por três dias.[66][67]
- Nota 2: Na semana 6, não houve prova da comida e todos os participantes ficaram no "Tá com Tudo", devido a uma surpresa da Guaraná Antarctica.[68]
- Nota 3: Na semana 7, todos os participantes ficaram no "Tá com Tudo", porém só Adélia, Maria Claudia e Matheus estariam aptos a fazer as compras da semana por terem vencido a prova da comida, além do Líder Renan.[69]
- Nota 4: Nas semanas 10 e 11 não foi realizada prova da comida e todos os participantes ficaram no "Tá com Tudo".

## Classificação geral
| Pos.  | Participante         | Meio de indicação                      | Porcentagem/ Pontos | Eliminado em |
| ----- | -------------------- | -------------------------------------- | ------------------- | ------------ |
| 1     | Munik Nunes          | Finalista                              | 6 de 6 pontos       | —            |
| 2     | Maria Claudia Macedo | Finalista                              | 0 de 6 pontos       | —            |
| 3     | Ronan Oliveira       | Prova do Finalista                     | 6 de 6 pontos       | Semana 11    |
| 4     | Geralda Diniz        | Líder (Maria Claudia)                  | 5 de 6 pontos       | Semana 11    |
| 5     | Matheus Lisboa       | Casa (3 votos)                         | 6 de 6 pontos       | Semana 9     |
| 6     | Renan Oliveira       | Líder (Munik)                          | 6 de 6 pontos       | Semana 8     |
| 7     | Adélia Soares        | Imunizado do Anjo (Geralda)            | 6 de 6 pontos       | Semana 7     |
| 8     | Ana Paula Renault    | Expulsa                                | Expulsa             | Semana 7     |
| 9     | Tamiel Baiocchi      | Casa (3 votos)                         | 6 de 6 pontos       | Semana 6     |
| 10    | Juliana Dias         | Casa (5 votos)                         | 6 de 6 pontos       | Semana 5     |
| 11    | Daniel Manzieri      | Líder (Munik)                          | 53%                 | Semana 4     |
| 12    | Alan Marinho         | Desistente                             | Desistente          | Semana 3     |
| 13    | Laércio de Moura     | Casa (7 votos)                         | 54%                 | Semana 2     |
| 14    | Harumi Ishihara      | Líderes (Alan, Daniel, Ronan e Tamiel) | 65%                 | Semana 1     |
| 15–16 | Fernanda Liberato    | Disputa pelas últimas vagas            | 47%                 | Semana 1     |
| 15–16 | William Oliveira     | Disputa pelas últimas vagas            | 39%                 | Semana 1     |

## Audiência
| Data de transmissão | SEG             | TER             | QUA             | QUI             | SEX             | SÁB             | DOM             | Média semanal |
| ------------------- | --------------- | --------------- | --------------- | --------------- | --------------- | --------------- | --------------- | ------------- |
| 19/01 a 24/01/2016  | —               | 24,4            | 27,4            | 25              | 24,4            | 20,3            | 15,1            | 22,8          |
| 25/01 a 31/01/2016  | 26,2            | 23,4            | 26,2            | 24,8            | 24,5            | 22,8            | 16,2            | 23,4          |
| 01/02 a 07/02/2016  | 31,2            | 26              | 14,9            | 26,6            | 28,7            | 24,6            | 13,5            | 23,6          |
| 08/02 a 14/02/2016  | 26,6            | 25,6            | 15,1            | 27,8            | 28,5            | 25,2            | 19,1            | 24            |
| 15/02 a 21/02/2016  | 27,5            | 26,2            | 15,1            | 26              | 28,4            | 25,8            | 15,8            | 23,5          |
| 22/02 a 28/02/2016  | 30,0            | 27,4            | 14,2            | 26,8            | 30,2            | 23,9            | 18,3            | 24,4          |
| 29/02 a 06/03/2016  | 30,2            | 29              | 15,6            | 27,2            | 28,2            | 31              | 17,9            | 25,6          |
| 07/03 a 13/03/2016  | 30,3            | 29,6            | 15,5            | 28,8            | 30,7            | 20,8            | 18,4            | 24,9          |
| 14/03 a 20/03/2016  | 28,4            | 26,9            | 15,8            | 22              | 25,8            | 21,8            | 18,5            | 22,7          |
| 21/03 a 27/03/2016  | 26,3            | 26,2            | 14,3            | 23,3            | 15,1            | 20,4            | 16,8            | 20,3          |
| 28/03 a 03/04/2016  | 28,4            | 17,8            | 16,8            | 25,1            | 27,4            | 24,2            | 18              | 22,5          |
| 04/04 a 05/04/2016  | 27,3            | 29,3            | —               | —               | —               | —               | —               | 28,3          |
| 19/01 a 05/04/2016  | Média da edição | Média da edição | Média da edição | Média da edição | Média da edição | Média da edição | Média da edição | 23,8          |

- Em 2016, cada ponto representa 69.417 domicílios em São Paulo.